# 長谷川昭
長谷川 昭（はせがわ あきら、1939年（昭和14年）6月19日生まれ -　）は、日本の医師、日本の医学者。腎臓内科医、泌尿器科医。慶應義塾大学医学部卒業。東邦大学医学部名誉教授。大田区西蒲田にある「医療法人社団清水会 蒲田南口腎クリニック」（人工透析科・泌尿器科）院長。

## 略歴
1939年（昭和14年）6月19日生まれ。
1965年（昭和40年）に慶應義塾大学医学部を卒業し、医師免許を取得する。
東京都清瀬市の東京都立清瀬小児病院（現・東京都立小児総合医療センター）の腎臓内科・泌尿器科などで勤務する。
アメリカ合衆国バージニア州にあるバージニア医科大学に留学して、腎臓移植の研究者のDavid M. Hume（デビット・M・ヒューム）教授（医師・医学博士）の元で、当時の最先端の腎臓移植を学んだ。
1986年（昭和61年）に東京都大田区にある東邦大学医学部（腎臓内科）教授に就任する。東邦大学附属大森病院（現在の東邦大学医療センター大森病院）腎センター（腎臓内科）の腎臓内科部長になる。
東邦大学附属大森病院（現在の東邦大学医療センター大森病院）腎センター（腎臓内科）の腎臓内科部長（教授）の時代には腎臓医学の第一人者として、日本国内での腎臓移植（臓器移植）の普及推進に貢献した。
2005年（平成17年）3月に東邦大学医学部（腎臓内科）教授を退任して名誉教授になる。
2005年（平成17年）4月に神奈川県横浜市にある医療法人横浜博萌会「西横浜国際総合病院」の第4代目の院長に就任する。
2007年（平成19年）3月に医療法人横浜博萌会「西横浜国際総合病院」の院長を退任する。

2008年（平成20年）10月に大田区西蒲田にある医療法人清水会「伏見クリニック」（人工透析科）からリニューアルオープンした「医療法人社団清水会 蒲田南口腎クリニック」（人工透析科・泌尿器科）の院長に就任する。

## 役職
東邦大学医学部（腎臓内科）名誉教授
日本腎臓学会 学術評議員
日本臓器移植ネットワーク 東日本運営委員会副委員長
東京都大田区西蒲田にある医療法人社団・清水会「蒲田南口腎クリニック」（人工透析外来、泌尿器科）院長
神奈川県鎌倉市大船にある医療法人社団 All for Kamakura「湘南おおふなクリニック」（腎臓内科・泌尿器科）非常勤医師